# 2016-os skandináv túraautó-bajnokság
A 2016-os skandináv túraautó-bajnokság a skandináv túraautó-bajnokság hatodik évada volt. A bajnokság május 1-jén vette kezdetét a skövdei reptéren és szeptember 24-én ért véget a Ring Knutstorp versenypályán. A bajnokságot Richard Göransson nyerte meg. A Polestar Cyan Racing alakulata megnyerte a csapatok számára kiírt bajnokságot.

## Csapatok és versenyzők
| Csapat                        | Autó                   | #  | Versenyző              | Fordulók |
| ----------------------------- | ---------------------- | -- | ---------------------- | -------- |
| PWR Racing – SEAT Dealer Team | SEAT León STCC         | 3  | Johan Kristoffersson   | 1–5, 7   |
| PWR Racing – SEAT Dealer Team | SEAT León STCC         | 7  | Philip Morin           | 6–7      |
| PWR Racing – SEAT Dealer Team | SEAT León STCC         | 37 | Daniel Haglöf          | Összes   |
| PWR Racing – SEAT Dealer Team | SEAT León STCC         | 77 | Emma Kimiläinen        | 1, 3–5   |
| Flash Engineering             | Saab 9-3               | 8  | Björn Wirdheim         | 2–7      |
| Flash Engineering             | Saab 9-3               | 9  | Reuben Kressner        | Összes   |
| Flash Engineering             | Saab 9-3               | 24 | Linus Ohlsson          | 1        |
| Flash Engineering             | Nissan SE              | 24 | Linus Ohlsson          | 2–7      |
| Polestar Cyan Racing          | Volvo S60              | 11 | Robert Dahlgren        | Összes   |
| Polestar Cyan Racing          | Volvo S60              | 12 | Richard Göransson      | Összes   |
| Polestar Cyan Racing          | Volvo S60              | 13 | Carl Philip Bernadotte | 2–7      |
| Polestar Cyan Racing          | Volvo S60              | 33 | Scott McLaughlin       | 1        |
| Dacia Dealer Team             | Dacia SE               | 20 | Mattias Andersson      | Összes   |
| Brovallen Design              | Ford Mondeo BD Edition | 28 | Rasmus Mårthen         | 1–2, 4–6 |

## Versenynaptár
A 2016-os versenynaptár összes fordulóját Svédországban rendezték.
| Verseny | Verseny | Pálya                  | Pályarajz | Dátum          |
| ------- | ------- | ---------------------- | --------- | -------------- |
| 1       | 1       | Skövde Reptér          |           | május 1.       |
| 1       | 2       | Skövde Reptér          |           | május 1.       |
| 2       | 3       | Mantorp Park           |           | május 26.      |
| 2       | 4       | Mantorp Park           |           | május 26.      |
| 3       | 5       | Anderstorp Raceway     |           | június 19.     |
| 3       | 6       | Anderstorp Raceway     |           | június 19.     |
| 4       | 7       | Falkenbergs Motorbana  |           | július 10.     |
| 4       | 8       | Falkenbergs Motorbana  |           | július 10.     |
| 5       | 9       | Karlskoga Motorstadion |           | augusztus 14.  |
| 5       | 10      | Karlskoga Motorstadion |           | augusztus 14.  |
| 6       | 11      | Solvalla               |           | szeptember 3.  |
| 6       | 12      | Solvalla               |           | szeptember 3.  |
| 7       | 13      | Ring Knutstorp         |           | szeptember 24. |
| 7       | 14      | Ring Knutstorp         |           | szeptember 24. |

## Összefoglaló
| Verseny | Verseny | Helyszín               | Pole-pozíció         | Leggyorsabb kör      | Győztes              | Győztes                       | Listavezető       | Előny | Összefoglaló |
| Verseny | Verseny | Helyszín               | Pole-pozíció         | Leggyorsabb kör      | versenyző            | csapat                        | Listavezető       | Előny | Összefoglaló |
| ------- | ------- | ---------------------- | -------------------- | -------------------- | -------------------- | ----------------------------- | ----------------- | ----- | ------------ |
| 1       | V1      | Skövde Reptér          | Robert Dahlgren      | Scott McLaughlin     | Robert Dahlgren      | Polestar Cyan Racing          | Robert Dahlgren   | 28    | Összefoglaló |
| 1       | V2      | Skövde Reptér          |                      | Robert Dahlgren      | Richard Göransson    | Polestar Cyan Racing          | Robert Dahlgren   | 28    | Összefoglaló |
| 2       | V1      | Mantorp Park           | Richard Göransson    | Richard Göransson    | Richard Göransson    | Polestar Cyan Racing          | Robert Dahlgren   | 7     | Összefoglaló |
| 2       | V2      | Mantorp Park           |                      | Richard Göransson    | Robert Dahlgren      | Polestar Cyan Racing          | Robert Dahlgren   | 7     | Összefoglaló |
| 3       | V1      | Anderstorp Raceway     | Johan Kristoffersson | Johan Kristoffersson | Johan Kristoffersson | PWR Racing – SEAT Dealer Team | Robert Dahlgren   | 10    | Összefoglaló |
| 3       | V2      | Anderstorp Raceway     |                      | Björn Wirdheim       | Daniel Haglöf        | PWR Racing – SEAT Dealer Team | Robert Dahlgren   | 10    | Összefoglaló |
| 4       | V1      | Falkenbergs Motorbana  | Richard Göransson    | Emma Kimiläinen      | Richard Göransson    | Polestar Cyan Racing          | Richard Göransson | 47    | Összefoglaló |
| 4       | V2      | Falkenbergs Motorbana  |                      | Richard Göransson    | Richard Göransson    | Polestar Cyan Racing          | Richard Göransson | 47    | Összefoglaló |
| 5       | V1      | Karlskoga Motorstadion | Robert Dahlgren      | Robert Dahlgren      | Robert Dahlgren      | Polestar Cyan Racing          | Richard Göransson | 11    | Összefoglaló |
| 5       | V2      | Karlskoga Motorstadion |                      | Robert Dahlgren      | Björn Wirdheim       | Flash Engineering             | Richard Göransson | 11    | Összefoglaló |
| 6       | V1      | Solvalla               | Björn Wirdheim       | Philip Morin         | Daniel Haglöf        | PWR Racing – SEAT Dealer Team | Richard Göransson | 22    | Összefoglaló |
| 6       | V2      | Solvalla               |                      | Linus Ohlsson        | Linus Ohlsson        | Flash Engineering             | Richard Göransson | 22    | Összefoglaló |
| 7       | V1      | Ring Knutstorp         | Johan Kristoffersson | Johan Kristoffersson | Johan Kristoffersson | PWR Racing – SEAT Dealer Team | Richard Göransson | 7     | Összefoglaló |
| 7       | V2      | Ring Knutstorp         |                      | Robert Dahlgren      | Mattias Andersson    | Dacia SE                      | Richard Göransson | 7     | Összefoglaló |

## A bajnokság végeredménye

### Pontrendszer
| Helyezés | 1. | 2. | 3. | 4. | 5. | 6. | 7. | 8. | 9. | 10. |
| -------- | -- | -- | -- | -- | -- | -- | -- | -- | -- | --- |
| Pont     | 25 | 18 | 15 | 12 | 10 | 8  | 6  | 4  | 2  | 1   |

### Versenyzők
( Félkövér: pole-pozíció, dőlt: leggyorsabb kör, a színkódokról részletes információ itt található)
| Poz. | Versenyző              | SKÖ | SKÖ | SKÖ | MAN | MAN | MAN | AND | AND | AND | FAL | FAL | FAL | GEL | GEL | GEL | SOL | SOL | SOL | KNU | KNU | KNU | Pont |
| Poz. | Versenyző              | K1  | V1  | V2  | K2  | V3  | V4  | K3  | V5  | V6  | K4  | V7  | V8  | K5  | V9  | V10 | K6  | V11 | V12 | K7  | V13 | V14 | Pont |
| ---- | ---------------------- | --- | --- | --- | --- | --- | --- | --- | --- | --- | --- | --- | --- | --- | --- | --- | --- | --- | --- | --- | --- | --- | ---- |
| 1    | Richard Göransson      | 3   | Ki  | 1   | 1   | 1   | 2   | 5   | 3   | 2   | 1   | 1   | 1   | 4   | 4   | Ki  | 4   | 4   | 3   | 4   | 2   | 4   | 307  |
| 2    | Robert Dahlgren        | 1   | 1   | 2   | 4   | 5   | 1   | 2   | 2   | 5   | 2   | Ki  | Ki  | 1   | 1   | 5   | 5   | Ki  | 2   | 2   | 3   | 2   | 300  |
| 3    | Johan Kristoffersson   | 8   | 4   | 5   | 2   | 3   | Ki  | 1   | 1   | 3   | 3   | 2   | 5   | 2   | Kiz | Kiz |     |     |     | 1   | 1   | 6   | 243  |
| 4    | Björn Wirdheim         |     |     |     | 3   | 2   | 4   | 4   | 5   | 4   | 5   | 4   | Ki  | 6   | 5   | 1   | 1   | 2   | Ki  | 7   | 4   | 3   | 220  |
| 5    | Daniel Haglöf          | 5   | Ki  | 6   | 5   | 4   | 3   | 6   | 6   | 1   | 11  | 5   | Ki  | 7   | 3   | 3   | 2   | 1   | Ki  | 3   | 5   | 7   | 206  |
| 6    | Mattias Andersson      | 4   | 5   | 3   | 9   | 7   | 7   | 7   | 4   | 10  | 9   | Ki  | 2   | 5   | 2   | 6   | 7   | 6   | 7   | 10  | 7   | 1   | 164  |
| 7    | Linus Ohlsson          | 6   | 3   | Ki  | 8   | 8   | 6   | 10  | 8   | 7   | 7   | 3   | Ki  | 3   | 6   | 8†  | 10  | Ki  | 1   | 6   | 8   | Ki  | 125  |
| 8    | Rasmus Mårthen         | 10  | 7   | 4   | 10  | 9   | 5   |     |     |     | 8   | 9   | 3   | 10  | 9   | 2   | 9   | 7   | 4   |     |     |     | 94   |
| 9    | Reuben Kressner        | 9   | 6   | Ki  | 6   | Ki  | Ni  | 8   | 7   | 8   | 10  | 7   | Ki  | 8   | 8   | 4   | 6   | 5   | Ki  | 9   | 9   | 5   | 84   |
| 10   | Carl Philip Bernadotte |     |     |     | 7   | 6   | 8   | 9   | 10  | 9   | 6   | 8   | 4   | 11  | 10  | 7   | 8   | Ki  | 6   | 8   | 6   | Ki  | 78   |
| 11   | Emma Kimiläinen        | 7   | Ki  | Ki  |     |     |     | 3   | 9   | 6   | 4   | 6   | Ki  | 9   | 7   | Ki  |     |     |     |     |     |     | 59   |
| 12   | Philip Morin           |     |     |     |     |     |     |     |     |     |     |     |     |     |     |     | 3   | 3   | 5   | 5   | Ni  | Ki  | 50   |
| 13   | Scott McLaughlin       | 2   | 2   | Ki  |     |     |     |     |     |     |     |     |     |     |     |     |     |     |     |     |     |     | 36   |

### Csapatok
| Poz. | Csapat                        | SKÖ | MAN | AND | FAL | GEL | SOL | KNU | Pont |
| ---- | ----------------------------- | --- | --- | --- | --- | --- | --- | --- | ---- |
| 1    | Polestar Cyan Racing          | 111 | 115 | 91  | 93  | 86  | 67  | 93  | 656  |
| 2    | PWR Racing – SEAT Dealer Team | 45  | 70  | 108 | 59  | 54  | 83  | 93  | 512  |
| 3    | Flash Engineering             | 44  | 67  | 57  | 49  | 74  | 72  | 51  | 414  |
| 4    | Dacia Dealer Team             | 42  | 20  | 26  | 24  | 38  | 26  | 39  | 215  |
| 5    | Brovallen Design              | 24  | 18  | 0   | 31  | 28  | 26  | 0   | 127  |